# Otoconcha
Otoconcha is een geslacht van weekdieren uit de klasse van de Gastropoda (slakken).

## Soorten
- Otoconcha dimidiata (L. Pfeiffer, 1853)
- Otoconcha fiordlandica (Dell, 1952)
- Otoconcha oconnori (Powell, 1941)
- Otoconcha roscoei Climo, 1971